# Joachim von Wedel
Joachim von Wedel (* 2. Juli 1552 in Blumberg; † 1609; auch Joachim von Wedell) war ein deutscher Gutsbesitzer und Annalist. Sein Hausbuch des Joachim von Wedel ist eine Quelle zur Geschichte Pommerns.

## Leben
Joachim von Wedel wurde als Mitglied des Adelsgeschlechts Wedel 1552 auf dem väterlichen Gut Blumberg geboren. Sein Vater war Otto von Wedel, seine Mutter Gertrud eine geborene von Eickstedt. Ab 1569 studierte er an der Universität Greifswald und an der Universität Frankfurt (Oder). 1574 übernahm er Blumberg. 1576 heiratete er Ilse von Arnim, Tochter des Otto von Arnim. Aus der Ehe gingen neun Söhne und sechs Töchter hervor. 1587 erbaute er sich in Blumberg das Schloss als neues Wohnhaus. Neben einer oder zwei nicht erhaltenen Schriften schrieb er das sogenannte Hausbuch des Joachim von Wedel. 1604 wurde er ritterschaftlicher Landrat. 1609 starb er.

## Hausbuch des Joachim von Wedel
Wedel schrieb ein Werk, das die wesentlichen Ereignisse enthalten sollte, die sich zwischen 1500 und 1606 in Pommern ereignet haben. Dieses unter dem Namen Hausbuch des Joachim von Wedel bekannte Werk beruht für den ersten Teil des 16. Jahrhunderts auf der von Thomas Kantzow geschriebenen Pomerania, für die spätere Zeit auf Wedels eigener Wahrnehmung. Für diese Zeit stellt es eine wichtige Quelle zur Geschichte Pommerns dar. Es war nicht für die Veröffentlichung, sondern nur für die eigene Familie bestimmt.
Schon bald nach Joachim von Wedels Tod haben jedoch Historiker sein Hausbuch ausgiebig benutzt, so Paul Friedeborn in seiner Historischen Beschreibung der Stadt Alten-Stettin (1613) und Daniel Cramer im Großen Pommerschen Kirchenchronikon (1628).
Der Historiker Gottfried von Bülow weist in der Allgemeinen Deutschen Biographie darauf hin, dass Joachim von Wedel „immer ein Kind seiner Zeit [war], welches die Dinge mit dem Auge und Verständnis eben dieser Zeit sieht und beurteilt“. Als Beispiel für Wedels „schiefes Urteil“ nennt Bülow die Darstellung des Bankrotts des Bankhauses Loitz. Obwohl die wirkliche Ursache des Bankrotts die Zahlungsunfähigkeit der Krone Polens gegenüber Pommern im Jahre 1572 gewesen sei, habe Wedel der Familie Loitz die Schuld gegeben und damit ein falsches, aber bis in das 19. Jahrhundert herrschendes Bild gezeichnet. Ein anderes Beispiel ist sein Rollenverständnis der Geschlechter, das sich insbesondere in seiner Kritik an der Wolgaster Herzoginwitwe Sophia Hedwig manifestiert.
Einen vollständigen Abdruck des Hausbuchs lieferte der pommersche Gutsbesitzer und Geschichtsforscher Julius von Bohlen als Band 161 der Bibliothek des Litterarischen Vereins in Stuttgart (1883).